# 城山手
城山手（しろやまて）は、東京都八王子市にある地名。現行行政地名は城山手一丁目及び城山手二丁目。住居表示実施済み区域。郵便番号は193-0825

## 地理
八王子市西南部に位置する。北西で元八王子町と隣接し、北東から東・南・西にわたって長房町に接している。町のほとんどが住宅であるため、子供が多く公園の数も比較的多い。
また、町の北部の出羽山公園には出羽山砦というものが築かれていたが、跡形もない。出羽山砦は、近藤助実が豊臣秀吉の小田原城攻めに備えて、八王子城の出城として、比高10m程の単独丘に築いたものとされている。

## 歴史

### 沿革
- 1995年（平成7年）2月18日 - 長房町の一部から城山手一、二丁目が成立。[5]

## 世帯数と人口
2017年（平成29年）12月31日現在の世帯数と人口は以下の通りである。
| 丁目         | 世帯数  | 人口    |
| ------------ | ------- | ------- |
| 城山手一丁目 | 334世帯 | 1,002人 |
| 城山手二丁目 | 335世帯 | 911人   |
| 計           | 669世帯 | 1,913人 |

## 小・中学校の学区
市立小・中学校に通う場合、学区は以下の通りとなる。
| 丁目         | 番地 | 小学校               | 中学校               |
| ------------ | ---- | -------------------- | -------------------- |
| 城山手一丁目 | 全域 | 八王子市立船田小学校 | 八王子市立長房中学校 |
| 城山手二丁目 | 全域 | 八王子市立船田小学校 | 八王子市立長房中学校 |

## 交通

### 鉄道
地区内に鉄道は通っていない。最寄り駅は中央線高尾駅だが、2キロ以上離れている。

### 路線バス
町内には2つのバス路線が乗り入れている。
- 八王子市コミュニティーバスはちバス（西東京バスが受託運行）西南部コース
  - 高尾駅南口 - 高尾駅北口 - 城山手中央 - さくら台団地中央 - 松子舞自治会館 [5]
- 西東京バス
  - 長81:京王八王子駅 - 八王子駅北口 - 本郷横丁 - 西八王子駅入口 - 長房センター - 城山手
  - 長84:西八王子駅 - 長房センター - 城山手
  - 長85:高尾駅北口 - 城山大橋 - 城山手 - 長房センター - 西八王子駅

バスの本数が多く朝4時台から深夜1時過ぎまで運行している。また、深夜バスとして夜23時代に平日のみ恩方営業所行きのバスが運行される。

また、町内には5つのバス停留所が存在する。
- 城山手入口（西東京バス・はちバス）
- 城山手中央（西東京バス・はちバス）
- 城山手西（西東京バス）
- 城山手（西東京バス）
- 城山手こぶし公園（はちバス）
- 船田運動広場（はちバス）

## 施設
- 商業施設
  - マツモトキヨシ八王子城山手店
  - コープみらい城山手店
  - ファッションセンターしまむら城山手店

- 公園
  - こぶし公園
  - 陵東公園
  - 中公園
  - 城山手しらかし公園
  - 城山手もみじ公園
  - 中公園
  - 船田運動広場
  - 出羽山公園
  - にれのき公園